# سورامی
سورامی (به لاتین: Surami) یک شهرک در گرجستان است که در شیدا کارتلی واقع شده‌است. سورامی ۸٬۶۱۵ نفر جمعیت دارد.